# KkStB 3 sorozat
A kkStB 3 sorozat egy gyorsvonati szerkocsisgőzmozdony-sorozat volt a  cs. kir. osztrák Államvasutaknál (k.k. österreichischen Staatsbanen, kkStB), amely mozdonyok eredetileg a Kaiser Franz-Josephs-Bahn–tól (KFJB) és a Mährisch-Schlesischen Centralbahn-tól (MSCB) származtak.

## KkStB 3.01–13 (KFJB)
Ezeket a mozdonyokat eredetileg a KFNB szerezte be 1879–1880-ban 201-213 pályaszámokkal. államosítás után a kkStB-nél a 3.01-013 pályaszámcsoportba kerültek, majd az 1893 és 1903 közötti átépítést követően a kkStB 4 sorozat 181-193 pályaszámait kapták meg.

## KkStB 3.21–23 (MSCB)
Ez a három mozdony az MSCB-nél 27-29 pályaszámokat kapott, majd az 1895-ös államosításkor átszámozta őket a kkStB  a 3 sorozat 21-23 pályaszámaira, végül 1905-ben a kkStB 103 sorozatba kerültek.

## Fordítás
- Ez a szócikk részben vagy egészben  a   kkStB 3 című német Wikipédia-szócikk fordításán alapul.  Az eredeti cikk szerkesztőit annak laptörténete sorolja fel. Ez a jelzés csupán a megfogalmazás eredetét és a szerzői jogokat jelzi, nem szolgál a cikkben szereplő információk forrásmegjelöléseként. Az eredeti szócikk forrásai szintén ott találhatóak.